# Coupe du monde de combiné nordique 1990-1991
Navigation
1989 — 1990 1991 — 1992
| \| Trondheim Oberwiesenthal Schonach Bad Goisern Lahti Falun Oslo Saint-Moritz \| Les sites des compétitions |
| Trondheim Oberwiesenthal Schonach Bad Goisern Lahti Falun Oslo Saint-Moritz                                  |

La Coupe du monde de combiné nordique 1991 a vu ses différentes épreuves se dérouler en Norvège (Trondheim en décembre puis Oslo en mars), en Allemagne (Oberwiesenthal en décembre puis Schonach en janvier), en Autriche (Bad Goisern en janvier), en Finlande (Lahti en mars), en Suède (Falun en mars) pour se conclure en Suisse, à Saint Moritz, en mars.
La saison 1990-1991 est marquée par la création de la Coupe du monde B de combiné nordique.

## Informations générales

### Compétitions
Les compétitions ont eu lieu dans six pays différents du continent européen : Autriche (Bad Goisern), Allemagne (Schonach et Oberwiesenthal), Finlande (Lahti), Suède (Falun), Norvège (Oslo et Trondheim) et Suisse (St Moritz).
Les épreuves furent toutes individuelles. Les Championnats du monde de ski nordique ont eu lieu en février 1991 et ne comptaient pas pour le classement de la coupe du monde. Par conséquent, la coupe du monde a fait une coupure en février.

### Points
| Rang   | 1  | 2  | 3  | 4  | 5  | 6  | 7 | 8 | 9 | 10 | 11 | 12 | 13 | 14 | 15 |
| Points | 25 | 20 | 15 | 12 | 11 | 10 | 9 | 8 | 7 | 6  | 5  | 4  | 3  | 2  | 1  |

## Classements finaux
| Rang | Nom                 | Pays             | Points |
| ---- | ------------------- | ---------------- | ------ |
| 1    | Fred Børre Lundberg | Norvège          | 142    |
| 2    | Klaus Sulzenbacher  | Autriche         | 137    |
| 3    | Trond Einar Elden   | Norvège          | 123    |
| 4    | Hippolyt Kempf      | Suisse           | 78     |
| 5    | Allar Levandi       | Union soviétique | 60     |
| 6    | Fabrice Guy         | France           | 59     |
| 7    | Masashi Abe         | Japon            | 54     |
| 8    | Knut Tore Apeland   | Norvège          | 52     |
| 9    | Frode Moen          | Norvège          | 37     |
| 10   | Hans-Peter Pohl     | Allemagne        | 34     |
| 10   | Thomas Abratis      | Allemagne        | 34     |
| 10   | Klaus Ofner         | Autriche         | 34     |

| Rang | Nations          | Points |
| 1    | Norvège          | 456    |
| 2    | Autriche         | 211    |
| 3    | Suisse           | 134    |
| 4    | France           | 119    |
| 5    | Allemagne        | 112    |
| 6    | Japon            | 81     |
| 7    | Union soviétique | 60     |
| 8    | Tchécoslovaquie  | 51     |
| 9    | Pologne          | 12     |
| 10   | Finlande         | 11     |

## Résultats
| Date                                  | Épreuve                                                | Vainqueur                                              | Deuxième                                               | Troisième                                              |                                                        |
| ------------------------------------- | ------------------------------------------------------ | ------------------------------------------------------ | ------------------------------------------------------ | ------------------------------------------------------ | ------------------------------------------------------ |
| 1. Trondheim                          |                                                        |                                                        |                                                        |                                                        |                                                        |
| 15 décembre 1990                      | Gundersen K90/15km                                     | Fred Børre Lundberg                                    | Trond Einar Elden                                      | Klaus Sulzenbacher                                     |                                                        |
| 2. Oberwiesenthal                     |                                                        |                                                        |                                                        |                                                        |                                                        |
| 29 décembre 1990                      | Gundersen K90/15km                                     | Klaus Sulzenbacher                                     | Fred Børre Lundberg                                    | Hippolyt Kempf                                         |                                                        |
| 3. Schonach (Coupe de la Forêt-noire) |                                                        |                                                        |                                                        |                                                        |                                                        |
| 5 janvier 1991                        | Gundersen K90/15km                                     | Fred Børre Lundberg                                    | Hippolyt Kempf                                         | Hans-Peter Pohl                                        |                                                        |
| 4. Bad Goisern                        |                                                        |                                                        |                                                        |                                                        |                                                        |
| 12 janvier 1991                       | Gundersen K90/15km                                     | Klaus Sulzenbacher                                     | Hippolyt Kempf                                         | Fred Børre Lundberg                                    |                                                        |
| 7 — 21 février 1991                   | Championnats du monde de ski nordique au Val di Fiemme | Championnats du monde de ski nordique au Val di Fiemme | Championnats du monde de ski nordique au Val di Fiemme | Championnats du monde de ski nordique au Val di Fiemme | Championnats du monde de ski nordique au Val di Fiemme |
| 5. Lahti                              |                                                        |                                                        |                                                        |                                                        |                                                        |
| 2 mars 1991                           | Gundersen K90/15km                                     | Trond Einar Elden                                      | Thomas Abratis                                         | Fred Børre Lundberg                                    |                                                        |
| 6. Falun                              |                                                        |                                                        |                                                        |                                                        |                                                        |
| 8 mars 1991                           | Gundersen K89/15km                                     | Trond Einar Elden                                      | Fabrice Guy                                            | Klaus Sulzenbacher                                     |                                                        |
| 7. Oslo                               |                                                        |                                                        |                                                        |                                                        |                                                        |
| 15 mars 1991                          | Gundersen K110/15km                                    | Trond Einar Elden                                      | Fred Børre Lundberg                                    | Frode Moen                                             |                                                        |
| 8. Saint-Moritz                       |                                                        |                                                        |                                                        |                                                        |                                                        |
| 23 mars 1991                          | Gundersen K94/15km                                     | Klaus Sulzenbacher                                     | Masashi Abe                                            | Trond Einar Elden                                      |                                                        |